# Mária Sabolová
Mária Sabolová (ur. 20 września 1956 w Preszowie) – słowacka polityk i urzędniczka, od 1994 do 2012 posłanka do Rady Narodowej.

## Życiorys
W latach 1975–1980 studiowała w Wyższej Szkole Technicznej w Koszycach. Po ukończeniu studiów zatrudniona na różnych stanowiskach w rodzinnym mieście. W 1993 została dyrektorem kancelarii burmistrza Koszyc.
W 1989 zaangażowała się w działalność w ruchu Społeczeństwo Przeciwko Przemocy, zaś w następnym roku przystąpiła do Chrześcijańskiego Ruchu Demokratycznego. W 1994 po raz pierwszy została posłanką do Rady Narodowej, reelekcję uzyskiwała w latach 1998, 2002, 2006 i 2010. W 2006 została wiceprzewodniczącą KDH. W 2012 nie utrzymała mandatu poselskiego.